# Sezon snookerowy 2009/2010
Poniższa tabela przedstawia uczestników finałów głównych turniejów w sezonie 2009/2010.
| Czas trwania | Czas trwania | Ranga | Turniej                                | Miasto    | Arena                        | Zwycięzca         | Drugie miejsce    | Wynik   |
| ------------ | ------------ | ----- | -------------------------------------- | --------- | ---------------------------- | ----------------- | ----------------- | ------- |
| 2009-09-07   | 2009-09-13   | TR    | Roewe Shanghai Masters                 | Szanghaj  | Grand Stage                  | Ronnie O’Sullivan | Liang Wenbo       | 10 – 5  |
| 2009-10-03   | 2009-10-11   | TR    | Grand Prix                             | Glasgow   | Kelvin Hall                  | Neil Robertson    | Ding Junhui       | 9 – 4   |
| 2009-10-17   | 2009-10-18   | WS    | World Series of Snooker                | Praga     | Aréna Sparta Podvinný Mlýn   | Jimmy White       | Graeme Dott       | 5 – 3   |
| 2009-12-05   | 2009-12-13   | TR    | UK Championship                        | Telford   | Telford International Centre | Ding Junhui       | John Higgins      | 10 – 8  |
| 2010-01-10   | 2010-01-17   | –     | The Masters                            | Londyn    | Wembley Arena                | Mark Selby        | Ronnie O’Sullivan | 10 – 9  |
| 2010-01-25   | 2010-01-31   | TR    | Welsh Open                             | Newport   | Newport Centre               | John Higgins      | Allister Carter   | 9 – 4   |
| 2010-03-29   | 2010-04-04   | TR    | China Open                             | Pekin     | Uniwersytet Pekiński         | Mark J. Williams  | Ding Junhui       | 10 – 6  |
| 2010-04-17   | 2010-05-03   | TR    | Betfred.com World Snooker Championship | Sheffield | Crucible Theatre             | Neil Robertson    | Graeme Dott       | 18 – 13 |

| TR | Turniej rankingowy      |
| WS | World Series of Snooker |